# Folies bourgeoises
Folies bourgeoises is een Franse filmkomedie uit 1976 onder regie van Claude Chabrol.

## Verhaal
De vrouw van een auteur heeft een relatie met zijn uitgever. Hij blijkt ook nog een maîtresse te hebben en ze heeft reden aan de trouw van haar echtgenoot te twijfelen.

## Rolverdeling
| Acteur             | Personage                 |
| ------------------ | ------------------------- |
| Bruce Dern         | William Brandels          |
| Stéphane Audran    | Claire de la Tour Picquet |
| Sydne Rome         | Nathalie                  |
| Jean-Pierre Cassel | Jacques Lavolet           |
| Ann-Margret        | Charlie Minerva           |
| Maria Schell       | Gretel                    |
| Francis Perrin     | Robert Sartre             |
| Curd Jürgens       | Juwelier                  |
| Tomás Milián       | Detective                 |
| Charles Aznavour   | Dr. Lartigue              |
| Claude Chabrol     | Klant bij de uitgever     |